# Ouver
La rivière Ouver (en russe : Уверь) est un cours d'eau de l'oblast de Novgorod, en Russie, et un affluent droit de la Msta. C'est donc un sous-affluent de la Neva, par la Msta, le lac Ilmen, le Volkhov puis le lac Ladoga.

## Géographie
L'Ouver prend sa source dans le lac Koroboja, au nord-est de Borovitchi, et coule ensuite vers le sud pour rejoindre la Msta, entre Berezovski Riadok et Opetchenski Possad.
Le village de Mochenkoïe est situé sur l'Ouver.